# Condado de Hernando
El condado de Hernando es un condado del estado de Florida, Estados Unidos. Tiene una población estimada, a mediados de 2021, de 200 638 habitantes.
Su sede está en Brooksville.

## Historia
Hacia 1840, se fundó Fort DeSoto en el actual condado de Hernando, al nordeste de lo que actualmente es Brooksville. Fort DeSoto se convirtió en una pequeña comunidad comercial y punto intermedio en los viajes hacia Tampa.
El condado de Hernando se creó el 27 de febrero de 1843 (dos años antes de la admisión del territorio de Florida a la Unión) y en la época comprendía una gran parte de Florida Central. Su nombre proviene del explorador español Hernando de Soto, de quien también deriva el nombre del Condado de DeSoto. El condado de Hernando recibió por un corto período el nombre de "Condado de Benton" en 1844, por el senador por Misuri Thomas Hart Benton, quien apoyó la creación del condado. Más tarde, las posiciones del senador resultaron antagónicas con las de los pobladores del condado y en 1850 se volvió al nombre de Condado de Hernando.
En diciembre de 1854 se escogió Bayport como sede del condado. En 1855 la sede se cambió un lugar más céntrico llamado entonces Melendez. En 1856, el nombre de Melendez fue cambiado por el de Brooksville, en honor a Preston Brooks, representante de Carolina del Sur.
En 1855, Joseph Hale, fundador del poblado, donó los terrenos para un tribunal del condado en el centro del actual Brooksville. La edificación fue construida en corto tiempo y cumplió sus funciones hasta el 29 de septiembre de 1877, cuando fue destruida por un incendio.
Durante la Guerra de Secesión, el Condado de Hernando contribuyó con la confederación con insumos. Las tropas de la Unión establecieron un bloqueo al puerto de Bayport, pero los insumos siguieron fluyendo, de manera que en junio de 1864 se ordenó la destrucción de los silos del condado, produciéndose un enfrentamiento entre tropas de la Unión y rebeldes que terminó con el tráfico de insumos hacia las tropas de la Confederación.
El 2 de enero de 1887, el condado fue dividido en tres: el condado de Pasco, al sur; el condado de Citrus, al norte, y el condado de Hernando en el centro.

## Demografía

### Censo de 2020
Según el censo de 2020, en ese momento el condado tenía 194 515 habitantes, 79 773 hogares y 42 426 familias. La densidad de población era de 159 hab/km². Había 89 165 viviendas, lo que representaba una densidad de 73/km².
|                        | Núm.    | Porc.  |
| ---------------------- | ------- | ------ |
| Blancos                | 152 496 | 78.40% |
| Afroamericanos         | 10 263  | 5.28%  |
| Amerindios             | 826     | 0.42%  |
| Asiáticos              | 2669    | 1.37%  |
| Isleños del Pacífico   | 107     | 0.06%  |
| Otras razas            | 8087    | 4.16%  |
| De una mezcla de razas | 20 067  | 10.32% |

Del total de la población, el 14.93% eran hispanos o latinos de cualquier raza.

### Censo de 2000
Según el censo de 2000, en ese momento el condado contaba con 130 802 habitantes, 55 425 hogares y 40 016 familias residentes. La densidad de población era de 106 hab/km² (274 hab/mi²). Había 62 727 unidades habitacionales, lo que representaba una densidad de 51 u.a./km² (131 u.a./mi²). La composición racial de la población del condado era: 92,85% blanca, 4,07% afrodescendiente o negra, 0,30% nativa americana, 0,64% asiática, 0,02% de las islas del Pacífico, 0,98% de otros orígenes y 1,13% de dos o más razas. El 5,04% de la población era de origen hispano o latino, cualquiera fuera su raza de origen.
De los 55 425 hogares, en el 21,80% de ellos vivían menores de edad, 60,40% estaban formados por parejas casadas que vivían juntas, 8,70% eran encabezados por una mujer sin esposo presente y 27,80% no eran familias. El 23,30% de todos los hogares estaban formados por una sola persona y 14,70% de ellos incluían a una persona de más de 65 años. El promedio de habitantes por hogar era de 2,32 y el tamaño promedio de las familias era de 2,70 personas.
El 18,90% de la población del condado tenía menos de 18 años, el 5,40% tenía entre 18 y 24 años, el 20,40% tenía entre 25 y 44 años, el 24,40% tenía entre 45 y 64 años y el 30,90% tenía más de 65 años de edad. La edad media era de 50 años. Por cada 100 mujeres había 90,50 hombres y por cada 100 mujeres de más de 18 años había 87,50 hombres.
Los ingresos medios de los hogares del condado eran de $32 572 y los ingresos medios de las familias eran de $37 509. Los hombres tenían ingresos medos por $30 295 frente a los $21 661 que percibían las mujeres. Los ingresos per cápita en el condado eran de $18 321. Aproximadamente el 10,30% de la población y el 7,10% de las familias estaban por debajo del nivel de pobreza. De la población total bajo el nivel de pobreza, el 15,90% eran menores de 18 y el 6,20% eran mayores de 65 años.

## Ciudades y pueblos

### Municipalidades
- Brooksville

### No incorporadas
- Aripeka
- Bayport
- Brookridge
- Garden Grove
- Hernando Beach
- High Point
- Hill 'n Dale
- Istachatta
- Lake Lindsey
- Masaryktown
- Nobleton
- North Brooksville
- North Weeki Wachee
- Pine Island
- Ridge Manor
- South Brooksville
- Spring Hill
- Spring Lake
- Timber Pines
- Weeki Wachee Gardens
- Wiscon